# 賽巴爾·查特吉
賽巴爾·查特吉（英語：Saibal Chatterjee），印度影評人、編輯及紀錄片編劇。他是BBC新聞網站、《商业旗帜报》、《印度斯坦時報》和《金融快報》的專欄作家；也為《電訊報》、《印度時報》和《Outlook》撰稿。他目前為新德里電視台網站評論電影。
查特吉是印度影評人協會（FCCI）的創始人之一，也是《大英百科全书》印地語電影百科全書的編輯委員會成員，以及2019年本地治里國際影展的電影節總監。他曾擔任多個國際影展的評審。

## 職業生涯
查特吉於1984年展開事業，擔任《電訊報》的記者，直到1990年搬到新德里，加入《印度時報》。他目前為新德里電視台評論電影。他也是《金融紀事報》的高級編輯顧問。他是印度電影學院（Indian Film Institute）的創始成員，現任該學院副主席。
2003年贏得第51屆印度國家電影獎最佳影評人。